# Harestua Holdeplass
Harestua (eerder Furumo) is een station in Harestua in de gemeente Lunner in fylke Viken in Noorwegen. De halte aan Gjøvikbanen werd geopend in 1984. De halte vervangt Station Harestua dat in 2012 werd gesloten en Furumo.